# Deckentrenner
Der Begriff Deckentrenner wird in der Geologie verwendet, dies v. a. in den hochmetamorphen Gneisgebieten der Zentralalpen Europas. Ein Deckentrenner trennt zwei tektonische Einheiten (Decken oder Gesteinsdecken).
Er besteht in den Zentralalpen oder dem Lepontin meist aus mesozoischen hochmetamorphen Sedimenten wie Quarziten, Dolomit- oder Kalkmarmoren, welche zwischen zwei Gneisdecken von prae-mesozoischem Alter eingeklemmt sind. Solche Gneisdecken entsprechen komplizierten liegenden Falten von teils enormen Ausmaßen. Ein Deckentrenner dient also als Leithorizont zur Unterteilung von Gneisserien in über- oder nebeneinander liegende tektonische Einheiten (Decken), denn er trennt jüngere Serien (z. B. mesozoische Dolomite) von älteren tektonischen Einheiten (z. B. Paläozoische Gneise).
Während ein Deckentrenner an der Falten- oder Deckenstirn zu mächtigen Serien anwachsen kann, liegt er entlang der Faltenschenkel oftmals als stark reduzierte Serie von wenigen Metern Mächtigkeit vor. Oftmals sind diese wenigen Meter metamorpher Sedimente das einzige Indiz für eine Unterteilung einer sonst homogenen Gneisserie und deshalb für die tektonische Interpretation von hochmetamorphen Gebirgsgürteln sehr wichtig.
Ein bekanntes Beispiel ist der komplexe Deckenstapel in der Gegend des Tessins (Schweiz) und des Piemonts (Italien).